# Gara Călărași Sud
Gara Călărași Sud este o stație de cale ferată care deservește municipiul Călărași, România.